# Hrabstwo Leake
Hrabstwo Leake (ang. Leake County) – hrabstwo w stanie Missisipi w Stanach Zjednoczonych. Obszar całkowity hrabstwa obejmuje powierzchnię 585,39 mil² (1516,15 km²). Według szacunków United States Census Bureau w roku 2009 miało 23 132 mieszkańców.
Hrabstwo powstało w 1833 roku.

## Miejscowości
- Carthage
- Lena
- Sebastopol
- Walnut Grove

## CDP

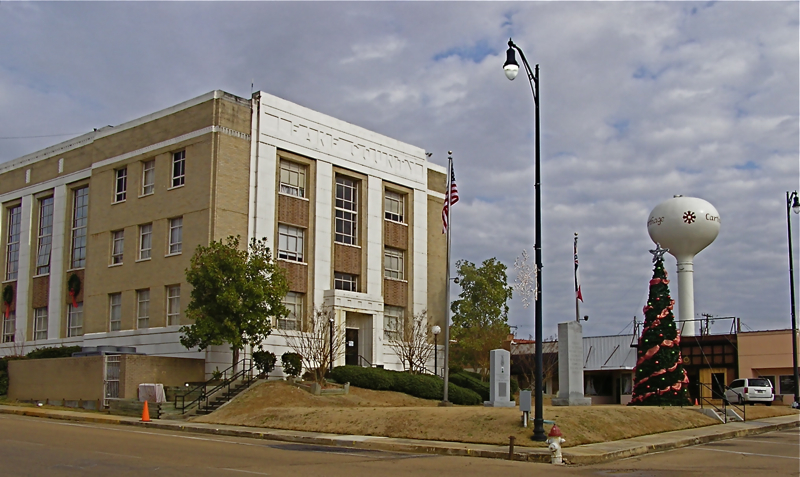
Budynek administracji hrabstwa (courthouse) w Carthage

- Redwater
- Standing Pine[4]

| Populacja hrabstwa w poprzednich latach | Populacja hrabstwa w poprzednich latach |
| Rok                                     | Liczba ludności                         |
| --------------------------------------- | --------------------------------------- |
| 1980                                    | 18 636                                  |
| 1990                                    | 18 436                                  |
| 2000                                    | 20 940                                  |
| 2005                                    | 22 453                                  |